# Zlatý Potok (Lesná)
Zlatý Potok (deutsch Goldbach) ist eine Wüstung auf dem Gemeindegebiet von Lesná (Schönwald) in  Tschechien. Die erloschene Siedlung lag sieben Kilometer südlich von Bärnau unweit der deutschen Grenze und gehört zum Okres Tachov.

## Geographie
Der von ausgedehnten Wäldern umschlossene Weiler befand sich rechtsseitig des Celní potok (Zollbach) an dessen Zufluss Zlatý potok (Goldbach) im böhmischen Teil des Oberpfälzer Waldes (Český les). Nördlich erhebt sich der Tetřeví vrch (Bärnauer Berg, 815 m n.m.), im Nordosten der Na Skalkách (Ahornberg, 769 m n.m.) mit dem Burgstall Arnsburg/Šelmberk, östlich der Mlýnský vrch (Mühlberg, 728 m n.m.), im Südosten der Seč (Hauberg, 773 m n.m.) und der Huťský vrch (Hüttenberg, 701 m n.m.), südlich der Kamenec (Steingeröll, 742 m n.m.), im Südwesten der Havránek (Kleiner Rabenberg, 784 m n.m.) und der Havran (Großer Rabenberg, 894 m n.m.), westlich die Schauertanne (868 m ü. NHN) sowie im Nordwesten der Entenbühl (901 m ü. NHN), der Fenzelberg (781 m n.m.) und der Mraveniště (Glaserberg, 813 m n.m.). Die Wüstung liegt in einer wegen dem Eisernen Vorhang auf tschechischer Seite vollständig abgesiedelten Gegend im Landschaftsschutzgebiet Český les.
Nachbarorte waren Greim, Naab und Stöberlhof im Norden, Přední Chalupy (Vorderhäusl), Na Spálenci (Brenntenloh) und Pavlova Huť (Paulushütte) im Nordosten, Ostrůvek (Inselthal) im Osten, Nová Knížecí Huť (Neu Fürstenhütte) im Südosten, Stoupa (Alt Pocher), Josefovo Údolí (Josefsthal) und Gehenhammer im Süden, Waldkirch und Flossenbürg im Südwesten, Skláře (Neu-Windischgrätz) im Westen sowie Altglashütte, Hohenthan und  Thanhausen im Nordwesten.

## Geschichte
Die älteste Erwähnung des Baches Goltsbach erfolgte 1587. Seit dieser Zeit gibt es Nachrichten über Goldwäschen sowie Schürfe, wobei Edelmetallfunde  nicht nachweislich sind. Der Überlieferung nach soll die bereits in der Mitte des 14. Jahrhunderts wüste Ahornburg zum Schutz der damaligen Grenze zu Böhmen und des Goldbergbaus errichtet worden sein.
Der Bau einer Glashütte in den Ahornburger Wäldern durch die böhmische Herrschaft Tachau ließ einen lange bestehenden Grenzzwist eskalieren. Am 13. April 1736 stürmten und demolierten ca. 100 bewaffnete Leute der Reichsherrschaft Waldthurn die neue Hütte. Nach dem Wiederaufbau wurde sie am 29. November 1737 erneut verwüstet und niedergebrannt, diesmal  - der Überlieferung nach - durch 300 Untertanen des Allodialgut Waldheim. Initiator war vermutlich der Besitzer der Gefürsteten Grafschaft Sternstein, Fürst Ferdinand Philipp Joseph von Lobkowitz; mit der sowohl die Herrschaft Waldthurn als auch das Gut Waldheim verbunden waren. Am 21. Juli 1738 wurde zur Schlichtung der Streitigkeiten eine königliche Kommission eingerichtet und den streitenden Parteien untersagt, im strittigen Gebiet Tätigkeiten aufzunehmen. Es ist anzunehmen, dass das strittige Waldgebiet dabei dem Besitzer der Herrschaft Tachau, Adam Philipp Losy von Losinthal zugesprochen oder überlassen wurde.
Der eigentliche Ursprung des Weilers Goldbach war die 1743 durch den Glasmacher Johann Michael Fuchs am gleichen Standort errichtete dritte Glashütte. Auf diesen Hüttenherrn geht der volkstümliche Name des Ortes - „Obere Fuchshütte“ - zurück; das bei Taus gelegene Fichtenbach war die „Untere Fuchshütte“. Die erste Erwähnung der bei der Fuchshütte entstandenen Siedlung Goldbach erfolgte 1751. Johann Michael Fuchs verstarb 1767. Ab 1771 wurde die Glashütte durch Johann Kaspar Lenk betrieben. Produziert wurde hauptsächlich Tafelglas; der Betrieb ernährte bis zu 11 Glasarbeiter und bis zu 33 Hilfskräfte. Lenk war Pächter aller fünf Glashütten der Tachauer Herrschaft im Grenzwald, darunter auch die später errichtete Neu-Windischgrätzhütte. 1786 wurde Goldbach der neugegründeten Pfarrei Neulosimthal zugeordnet, wo auch der Schulunterricht stattfand. In Schallers Topographie des Königreichs Böhmen von 1788 wird in der Beschreibung der Herrschaft Tachau die Goldbacher Glashütte, jedoch keine Siedlung erwähnt.
Im Jahre 1835 bestand das im Pilsner Kreis gelegene Dominikaldorf Goldbach aus 19 Häusern mit 261 deutschsprachigen Bewohnern. Im Ort gab es eine herrschaftliche Tafelglashütte, ein Försterhaus und eine Mühle mit Brettsäge. Pfarrort war Neulosimthal. Bis zur Mitte des 19. Jahrhunderts blieb das Dorf der Familienfideikommissherrschaft Tachau untertänig, Besitzer waren die Grafen Windisch-Graetz.
Nach der Aufhebung der Patrimonialherrschaften bildete Goldbach ab 1850 einschließlich der einschichtigen Hedwig Brettsäge einen Ortsteil der Gemeinde Paulusbrunn im Bezirk und Gerichtsbezirk Tachau. Im Jahre 1869 hatte das Dorf 296 Einwohner und bestand aus 15 Häusern. Das Unterkunftshaus für die Glasarbeiter wurde auch als Schule genutzt. Die Glashütte wurde 1894 stillgelegt und das Gebäude zu Beginn des 20. Jahrhunderts abgebrochen. Als Folge der Betriebseinstellung wanderte ein Großteil der Bewohner ab. Im Jahre 1900 lebten in Goldbach 177 Personen in 17 Häusern, 1910 waren es nur noch 79 Einwohner in 6 Häusern. Nach dem Zusammenbruch der k.k. Monarchie wurde das Dorf 1918 Teil der neu gebildeten Tschechoslowakei. Durch den aufkommenden Tourismus erhielt Goldbach eine neue Perspektive als Ferienort für Wintersportler und Wanderer. Beim Zensus von 1921 lebten in den 6 Häusern von Goldbach 92 Personen, davon 90 Deutsche und 2 Tschechen. Der tschechische Ortsname Zlatý Potok wurde 1924 eingeführt. Im Jahre 1930 bestand Goldbach aus 6 Häusern und hatte 78 Einwohner. Im Ort gab es ein Forsthaus und den Gasthof "Kladrauer Bierhalle", in dem Bier aus der Brauerei der Familie Windisch-Graetz im ehemaligen Kloster Kladrau ausgeschenkt wurde. Nach dem Münchner Abkommen wurde Goldbach im Oktober 1938 dem Deutschen Reich zugeschlagen und gehörte bis 1945 zum Landkreis Tachau. Nach dem Ende des Krieges wurde Zlatý Potok wieder Teil der Tschechoslowakei. Die deutschböhmische Bevölkerung wurde 1946 enteignet und vertrieben. Beim Zensus von 1950 lebten in den 4 Häusern von Zlatý Potok 69 Personen. Nach der Errichtung des Eisernen Vorhangs wurde das Dorf wegen seiner Lage hinter dem Kolonnenweg in den 1950er Jahren abgesiedelt. Am 1. Juli 1952 erfolgte die Eingliederung nach Lesná. 1961 hatte Zlatý Potok 6 Einwohner, wobei in dem Ort kein Wohnhaus mehr erfasst war. Beim Zensus von 1970 waren für Zlatý Potok weder Häuser noch Einwohner aufgeführt. Am 1. Juli 1980 wurde Zlatý Potok offiziell für erloschen erklärt.
Nach dem Fall des Eisernen Vorhangs entstand 1993 in Zlatý Potok eine hölzerne Skihütte, die später um ein zweites Gebäude als Skifahrerunterkunft erweitert wurde. Von der alten Bebauung sind noch einige überwachsene Ruinen erhalten. In Zlatý Potok kreuzen sich mehrere Wanderwege, im Winter führt eine Loipe über den Kreuzstein/Křížový kámen nach Silberhütte.

## Ortsgliederung
Die Wüstung Zlatý Potok gehört zum Ortsteil Stará Knížecí Huť und ist Teil des Katastralbezirks Pavlův Studenec 1. Zlatý Potok umfasst auch die erloschene Einschicht Hedvičina Pila (Hedwig Säge).

## Sehenswürdigkeiten
- Burgstall Arnsburg/Šelmberk, nordöstlich von Zlatý Potok